# Semiplano
En geometría euclídea, una línea recta divide un plano en dos semiplanos. Si se agrega la línea recta a uno de los semiplanos, se habla de un semiplano cerrado, mientras que un semiplano sin la línea recta se llama semiplano abierto.
Con respecto a los ejes de un sistema de coordenadas cartesianas, existen cuatro semiplanos {\displaystyle \,{\mathcal {H}}\,,} denominados:
- El semiplano superior, que es el conjunto de puntos {\displaystyle (x,y)} con {\displaystyle y>0}
- El semiplano inferior, que es el conjunto de puntos {\displaystyle (x,y)} con {\displaystyle y<0}
- El semiplano izquierdo, que es el conjunto de puntos {\displaystyle (x,y)} con {\displaystyle x<0}
- El semiplano derecho, que es el conjunto de puntos {\displaystyle (x,y)} con {\displaystyle x>0}

Estas expresiones hacen referencia a semiplanos abiertos. Si en las desigualdades anteriores se sustituye el signo > por el signo ≥, y el signo < por el signo ≤, se obtienen las expresiones de los correspondientes semiplanos cerrados.

## Plano complejo
Los matemáticos a veces identifican el plano cartesiano con el plano complejo, de forma que el semiplano superior corresponde al conjunto de números complejos con la parte imaginaria positiva:
{\displaystyle {\mathcal {H}}\equiv \{x+iy\mid y>0;x,y\in \mathbb {R} \}~.}
El término surge de una visualización común del número complejo x + iy como el punto (x, y) en el plano dotado de coordenadas cartesianas. Cuando el eje y está orientado verticalmente, el "semiplano superior" corresponde a la región situada por encima del eje x y, es decir, a los números complejos para los que y > 0.
Es el dominio de muchas funciones de interés en análisis complejo, especialmente en formas modulares. El semiplano inferior, definido por y < 0, es igualmente útil, pero menos utilizado por convención. El disco unidad {\displaystyle \,{\mathcal {D}}\,} (el conjunto de todos los números complejos de valor absoluto menor que uno) es equivalente por transformación conforme a {\displaystyle \,{\mathcal {H}}\,} (consúltese "métrica de Poincaré"), lo que significa que normalmente es posible realizar los mismos razonamientos en {\displaystyle \,{\mathcal {H}}\,} y en {\displaystyle \,{\mathcal {D}}\;.}
También juega un papel importante en geometría hiperbólica, donde el modelo del semiplano de Poincaré proporciona una forma de examinar el movimiento hiperbólico. La métrica de Poincaré proporciona una métrica hiperbólica en el espacio.
El teorema de uniformización para superficies establece que el semiplano superior es el espacio de recubrimiento universal de superficies con curvatura de Gauss constante negativa.
El semiplano superior cerrado es la unión del semiplano superior y del eje real. Es la clausura del semiplano superior.

## Geometría afín
Las transformaciones afines del semiplano superior incluyen
(1) movimientos (x, y) → (x + c, y), c ∈ ℝ, y
(2) escalados (x, y) → (λ x,λ y), λ > 0.
Proposición: Sean A y B semicírculos en el semiplano superior con centros en el límite. Entonces existe una transformación afín que hace corresponder a A y a B.
Demostración: Primero, cambiar el centro de A a (0,0). Luego tómese λ = (diámetro de B)/(diámetro de A) y escalar. Luego, trasladar (0,0) al centro de B.
Definición: {\displaystyle \;{\mathcal {Z}}\equiv {\bigl \{}\,\left(\,\cos ^{2}\theta \,,\;{\tfrac {1}{2}}\sin 2\theta \,\right)\;|\;0<\theta <\pi \,{\bigr \}}~.}
{\displaystyle \,{\mathcal {Z}}\,} se puede reconocer como el círculo de radio ½ centrado en (½, 0), y como el gráfico en coordenadas polares de {\displaystyle \rho (\theta )=\cos \theta ~.}
Proposición: (0,0), {\displaystyle \,\rho (\theta )\,} en {\displaystyle \,{\mathcal {Z}}\,,} y {\displaystyle \,(\,1,\tan \theta \,)\,} son colineales.
De hecho, {\displaystyle \,{\mathcal {Z}}\,} es el reflejo de la línea recta {\displaystyle {\bigl \{}\,(\,1,y\,)\,|\,y>0\,{\bigr \}}\,} en la circunferencia goniométrica. Así mismo, la diagonal de (0,0) a {\displaystyle \,(\,1,\tan \theta \,)\,} tiene una longitud al cuadrado de {\displaystyle 1+\tan ^{2}\theta =\sec ^{2}\theta \,,} de modo que {\displaystyle \,\rho (\theta )=\cos \theta \,} es el recíproco de esa longitud.

### Geometría métrica
La distancia entre dos puntos cualesquiera p y q en el semiplano superior se puede definir consistentemente de la siguiente manera: el bisector perpendicular del segmento de p a q se cruza con el límite o es paralelo a él. En el último caso, p y q se encuentran en un rayo perpendicular al límite y se puede utilizar un número positivo para definir una distancia que es invariante sometida a escalado. En el primer caso, p y q se encuentran en un círculo centrado en la intersección de su bisectriz perpendicular y el límite. Según la proposición anterior, este círculo se puede mover mediante un movimiento afín a {\displaystyle \,{\mathcal {Z}}\;.}. Las distancias en {\displaystyle \,{\mathcal {Z}}\,} se pueden definir utilizando la correspondencia con los puntos en {\displaystyle {\bigl \{}\,(\,1,y\,)\,|\,y>0\,{\bigr \}}\,} y la medida logarítmica en este rayo. En consecuencia, el semiplano superior se convierte en un espacio métrico. El nombre genérico de este espacio métrico es geometría hiperbólica. En términos de los modelos de geometría hiperbólica, se designa con frecuencia como modelo del semiplano de Poincaré.

## Generalizaciones
Una generalización natural en geometría diferencial es el n-espacio hiperbólico {\displaystyle \,{\mathcal {H}}^{n}\,,} el conjunto simplemente conexo de dimensión máxima simétrica, n, la variedad de Riemann con constante curvatura seccional −1. Con esta terminología, el semiplano superior es {\displaystyle \,{\mathcal {H}}^{2}\,} ya que tiene dimensión 2 real.
En teoría de números, la teoría de formas modulares de Hilbert se ocupa del estudio de ciertas funciones sobre el producto directo {\displaystyle \,{\mathcal {H}}^{n}\,} de n copias del semiplano superior. Otro espacio interesante para los teóricos de los números es el semiespacio superior de Siegel {\displaystyle \,{\mathcal {H}}_{n}\,,}, que es el dominio de las formas modulares de Siegel.